# Wismut Objekt 02
Das Objekt 02 war ein Gewinnungsobjekt und als selbständige Struktureinheit innerhalb der Wismut AG/SDAG Wismut direkt der Hauptverwaltung unterstellt. Das Grubenfeld des Objektes 02 im Raum Oberschlema hatte eine Ausdehnung von ca. 6 km² und wurde durch insgesamt 5 Stolln, 29 Schächte und 20 Blindschächte auf 26 Sohlen erschlossen. Drei Sohlen (−630-m-, −675-m- und −720-m-Sohle) wurden von Niederschlema aus erschlossen. Die größte Teufe im Grubenfeld wurde mit ca. −374 m NN auf der −720-m-Sohle erreicht. Das entspricht einer Gesamtteufe, bezogen auf den Nullpunkt der Marx-Semler-Stollnsohle, von 704 m. Alle Teufenangaben bezogen sich dabei in +m oder −m auf das Niveau des Marx-Semler-Stollns. Der mit 330 m ü. NN dafür festgelegte Messpunkt liegt zwischen den Lichtlöchern 12a und 14a, direkt unter dem Oberschlemaer Bahnhof. Im Objekt 02 waren bis zu 25.000 Arbeitnehmer gleichzeitig beschäftigt. Die Gesamtproduktion von Uran belief sich zwischen 1946 und 1959 auf 7.822 t.

## Geologie

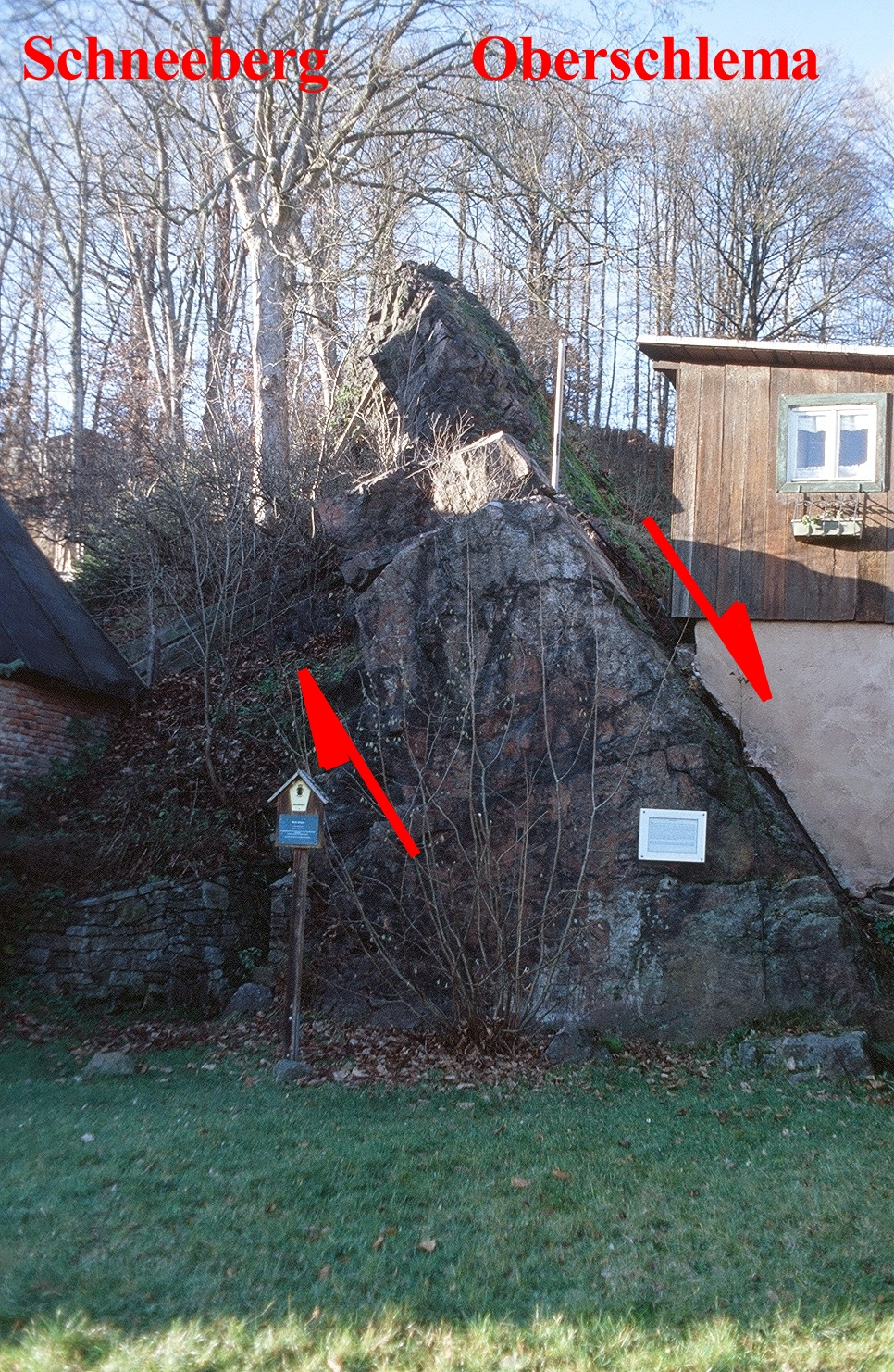
Der Rote Kamm in Bad Schlema, die geologische Grenze zwischen den Lagerstättenteilen Schneeberg und Oberschlema

Die Lagerstätte Oberschlema ist Teil des Erzfeldes Schneeberg-Schlema-Alberoda und befindet sich am Kreuzungsbereich der WSW-ENE verlaufenden Lößnitz-Zwönitzer und der NW-SE-streichenden Gera-Jachymov-Störungszone. Begrenzt wird die Lagerstätte Oberschlema im Süden durch den Granit vom Gleesberg und Aue, im Norden durch die äußere Kontur des Kontakthofes, im Osten durch die administrative Grenze der NW-streichenden Störung Schwerin und im Westen durch die NW-streichende Störung Roter Kamm.
In der Lößnitz-Zwönitzer-Zwischenmulde sind silurisch-devonischen Gesteine in ordovizische Schiefer eingebettet. Die hier auftretenden dunklen Schiefer, dunkle Glimmerfelsen, Metadiabase und Skarne bilden die so genannte produktive Serie, in der etwa 95 Prozent der Uranvorräte der Lagerstätte konzentriert waren. Die produktive Serie befindet sich innerhalb des etwa 1 km mächtigen Kontakthofes des in den Schieferkomplex intrudierten Auer Granits und wurde durch diesen kontaktmetamorph verändert. Die Gesteine der produktiven Serie stehen im Niveau Marx-Semler-Sohle in 2 Mulden an. Die Südmulde mit einer Mächtigkeit von etwa 500 m und die Nordmulde mit einer Mächtigkeit von etwa 180 m. Die Gesteine der Südmulde fallen in einem Winkel von 45° nach NW ein. Die Südmulde wird im Bereich der −720-m-Sohle vom unterlagernden Granit abgeschnitten. Die Erzgänge setzten sich teilweise in den Granit fort, vertauben aber dort. Die Nordmulde fällt etwas steiler als die Südmulde ein und ist auf der −240-m-Sohle nur noch zwischen den Störungen Sieg und Schwerin ausgebildet und keilt kurz unterhalb dieser Sohle völlig aus.
Die mit dem Verlauf der Lößnitz-Zwönitzer-Zwischenmulde streichende Hauptstruktur der NW-Störung erreicht eine Länge von ca. 2,5 km bei einer Mächtigkeit von bis zu 10 m und gehört zum System der Morgengänge. Zu diesem System gehört auch der Hauptstollngang, auf dem der Marx-Semler-Stolln aufgefahren wurde. Das Einfallen der Gänge liegt dabei zwischen 45° und 65°.
Die im Verlauf der Gera-Jachymov-Störungszone auftretenden Gangstrukturen erreichen Längen bis zu 3 km und eine Mächtigkeit bis zu mehreren Metern. Das Einfallen der Gänge liegt zwischen 50° und 90°. Hauptvertreter sind die Strukturen der flachen Gänge Schwerin, Sieg, Bergmanns Hoffnung und Roter Kamm. Weitere wichtige Gänge sind die Gänge Gleesberg, Johannes, Bocksloch und Anatoli.
Neben den flachen Gängen in der Hauptstreichrichtung gibt es auch noch Spatgänge mit der Streichrichtung WNW. Ihre Länge beträgt mehrere 100 m bei einer vertikalen Erstreckung bis 500 m. Das Einfallen liegt zwischen 70° und 90° bei einer Mächtigkeit zwischen 0,5 m und 1 m. Bekannte Gänge sind hier die Gänge Baryt, Oschatz, Sophie und Fern.
Das Gangsystem der NNW-streichenden flachen Gänge ist schwach ausgebildet. Ihre Länge beträgt bis zu 100 m bei einer vertikalen Erstreckung von mehreren hundert Metern. Das Einfallen liegt zwischen 60° und 75°. Zu diesem Gangsystem gehören z. B. die Gänge Plauen, Oschatz IV und Sangu.
Stehende Gänge (Streichrichtung NO) spielen für die Lagerstätte keine Rolle. Ihre Länge beträgt bis zu 2 km bei einer Mächtigkeit bis 10 m. Bekannte Gänge sind Dynamo und Zentralstörung.

### Edle-Quarz-Formation (eq-Formation)
Diese Formation wurde nur im Schachtfeld des Schachtes 67 und in der Nähe des Granits im Zentralfeld angetroffen. Die Gänge bestehen aus Quarz. Die in diesen Gängen angetroffenen Vererzungen mit Wolframit, Scheelit und Molybdänit waren nicht bauwürdig.

### Kiesige-Blei-Formation (kb-Formation)
Diese Formation trat auf den NW- und ENE-streichenden Gängen auf. Die Gänge bestehen dabei vorwiegend aus Quarz, Fluorit oder Chlorit. Die Vererzung dieser Gänge besteht aus Chalkopyrit, Sphalerit, Arsenopyrit, Galenit, Pyrit, Bornit sowie Tennantit. Nur vereinzelt wurden hier bauwürdige Konzentrationen von Blei-, Zink- und Kupfererzen angetroffen, die auch gewonnen wurden. Diese Gänge waren hauptsächlich im Nordwestrevier anzutreffen. Die bekanntesten Gänge sind Torgau und Sambesi.

### Kammquarz-Calcit-Pechblende-Formation (kku-Formation)
Diese Formation wurde auf allen Gängen der Lagerstätte angetroffen. Die Gänge bestehen vorwiegend aus Quarz, Fluorit und Calcit. Die Vererzung dieser Gänge besteht aus Pechblende, Coffinit, Chalkopyrit, Pyrit, Galenit, Sphalerit, Hämatit, Lepidokrokit sowie Löllingit und war repräsentativ für die primäre Uranvererzung der Lagerstätte. Teilweise wurde die Pechblende völlig von Coffinit verdrängt (z. B. im Gang Rätsel). In der Lagerstätte Oberschlema bildete diese Formation auch selbständige Gänge.

### Magnesium-Karbonat-Pechblende-Formation (mgu-Formation)

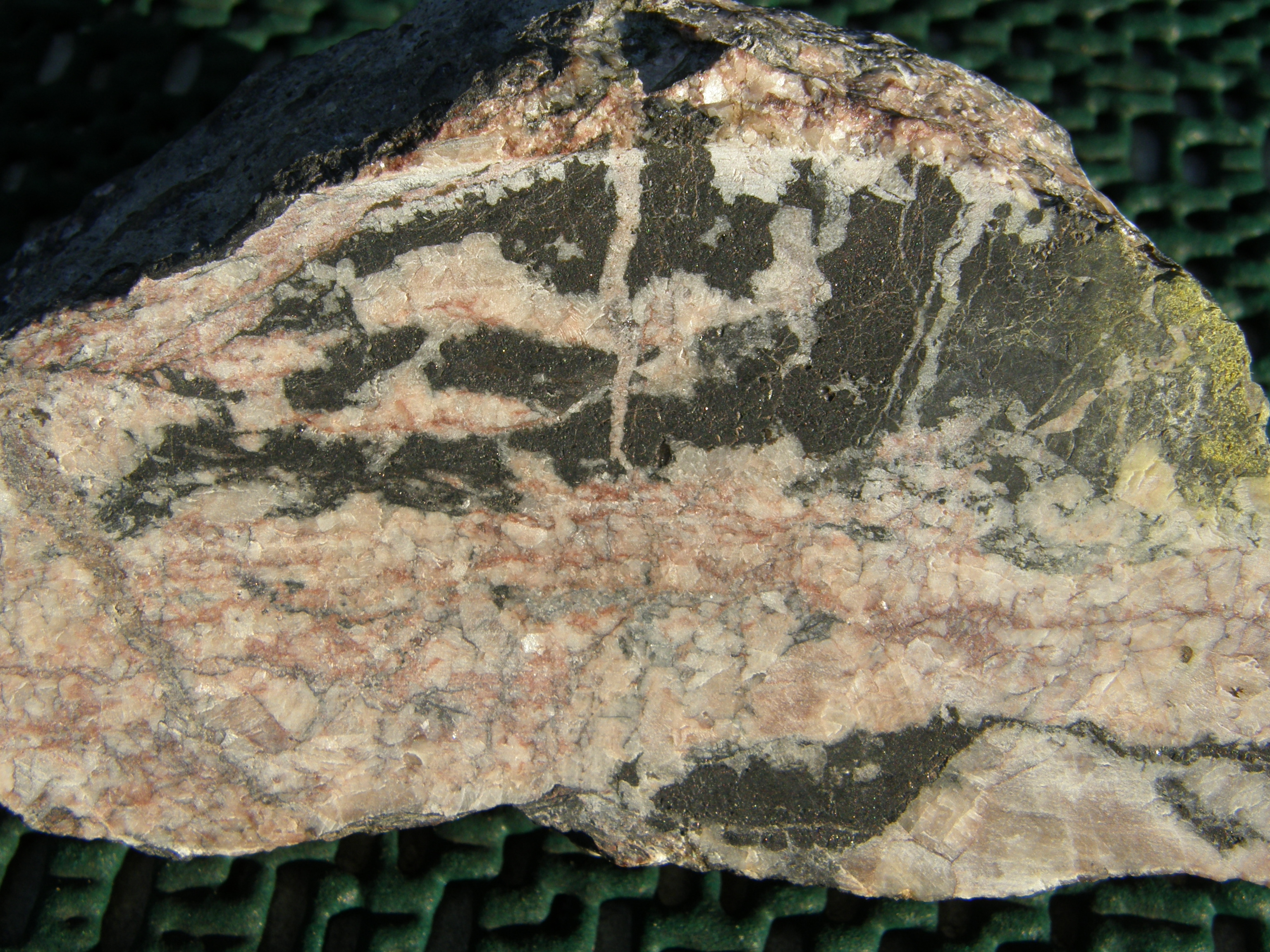
Uranerz (Pechblende in Dolomit) aus der Lagerstätte Niederschlema-Alberoda

Diese Formation ist der Haupt-Uranträger der Lagerstätte. Sie entstand durch eine metasomatische Umwandlung der Gänge der kku-Formation. Die Gänge bestehen vorwiegend aus Dolomit und schwarzem Fluorit (Stinkspat). Die Vererzung der Gänge besteht aus Pechblende, Chalkopyrit, Hämatit, Lepidokrokit, Clausthalit, Umangit, Naumannit, Tennantit, Bornit, Chalkosin und Markasit.

### Wismut-Kobalt-Nickel-Formation (BiCoNi-Formation)
Die BiCoNi-Formation besitzt, obwohl über die gesamte Lagerstätte verbreitet, nur untergeordnete Bedeutung. Die Gänge bestehen aus Dolomit, Quarz, Fluorit, Baryt und Calcit. In der Nähe zum Granit und im Bereich des Roten Kamms überwog die Quarzausfüllung der Gänge. Die Vererzung der Gänge besteht vorwiegend aus gediegen Wismut, Skutterudit, Rammelsbergit, Safflorit, Nickelin, Löllingit, Chalkopyrit, Pechblende, Sphalerit, Bismuthinit, Coffinit und gediegen Silber sowie Arsen. Als Sonderform trat zum Beispiel auf dem Gang Merkur gediegen Arsen mit eingewachsenem Silber auf.

### Silber-Sulfid-Arsenid-Formation (ags-Formation)
Die Vererzungen der ags-Formation besitzen innerhalb der Lagerstätte Oberschlema nur eine untergeordnete Bedeutung. Oftmals tritt diese Formation als jüngere Bildung in den Gängen der BiCoNi-Formation auf. Die Vererzungen dieser Calcit- und Barytgänge bestehen aus Scherbenkobalt (gediegen Arsen), Löllingit, Proustit, Argentit, gediegen Silber, Pyrit, Markasit, Chalkopyrit, Pyrargyrit, Argentopyrit, Xanthokon und Realgar.

### Eisen-Mangan-Formation (e-Formation)
Diese Formation tritt hauptsächlich im Bereich Oberschlema auf. Die Gänge bestehen aus braunrotem Quarz und die Vererzung vorwiegend aus Hämatit. Lokal sind auch Manganerze wie Psilomelan und Pyrolusit aufgetreten. Die bekanntesten Gänge der e-Formation sind Roter Kamm, Sieg, Bergmanns Hoffnung, Plauen und Gang X.
Die Lagerstätte Oberschlema war mit einem erkundeten Vorrat von ca. 9.000 Tonnen Uran die zweitgrößte Gangerzlagerstätte der Wismut.
Die Uranerzmächtigkeit in den erzführenden Gängen lag im Bereich zwischen 0,5 cm bis 3 cm. In einigen Gängen erreichte die Mächtigkeit aber auch einige Dezimeter, in Extremfällen sogar zwischen 1 m und 4 m. Die Gangdichte lag im Zentralrevier bei 4 Erzgängen auf 10 m Streckenlänge extrem hoch. Das Erzausbringen lag zwischen der Marx-Semler-Sohle und der −330-m-Sohle ziemlich konstant zwischen 14 und 19 t/m Teufe. Das höchste Ausbringen erfolgte auf der −210-m-Sohle mit 19,8 t/m Teufe. Durch das Auskeilen der Lagerstätte in der Teufe sank das Ausbringen und lag auf der −630-m-Sohle bei 0,3 t/m Teufe.
Neben Uran wurden bei entsprechender Bauwürdigkeit ab 1957 auch die in den Gängen angetroffenen „Nebenerze“ gewonnen. Abgebaut wurden hier die Erze der BiCoNi-Formation. Dabei handelt es sich um Kobalterze (Hauptkomponenten Skutterudit und Safflorit), Nickelerze (Hauptkomponenten Nickelin, Rammelsbergit und Nickel-Skutterudit) sowie Wismuterze (Hauptkomponente gediegen Wismut). In dieser Zeit wurden wahrscheinlich 62 Tonnen Kobalt, 13 Tonnen Nickel und 11 Tonnen Wismut gewonnen. Die bauwürdige Verbreitung dieser Erze begann auf der −420-m-Sohle. Abgebaut wurden sie auf den Gängen Kobalt und Sophie.
Nach der Einstellung des Bergbaues im Jahr 1961 verblieben in der Lagerstätte ca. 200 Tonnen Uran, 29 Tonnen Kobalt, 318 Tonnen Nickel und 276 Tonnen Wismut.
Die Benennung der Erzgänge unterlag offensichtlich keiner einheitlichen Regelung. Auf den oberen Sohlen wurden die Gänge oftmals nur nummeriert, z. B. 6, 16 oder 25. Dass aber schon zu Beginn der Bergarbeiten der Fantasie offensichtlich keine Grenzen gesetzt waren, zeigen Gangnamen wie Traum, Rätsel, Schnupfen, Vergessen, Mut, Regelrecht, Tulpe und Blondika. Auch die Tierliebhaber konnten sich mit Gangnamen wie Gemsbock, Fledermaus, Storch, Meise, Pfau, Fisch, Falke, Grille und Fuchs verewigen. Neben Frauennamen wie Tatjana, Anita, Olga, Heidi, Helene und Sophia findet man auf den tieferen Sohlen auch Gänge mit Namen wie Rotkäppchen, Lohengrin, Carmen, Siegfried, Nibelungen und Mona Lisa.

## Verwaltungstechnische Entwicklung
Am 1. August 1945 erfolgte eine erste Befahrung des Schneeberger Reviers. Am 14. September 1945 wurde durch die 9. Verwaltung des Ministeriums des Innern der UdSSR die Geologische Gruppe (Геологопоисковая Партия) gebildet. Von der ihr unterstellten Sächsischen Erzsuchgruppe (Саксонская Рудно-Поисковая Партия) wurde die Untersuchung der Lagerstätte Schneeberg durchgeführt. Die Untersuchungsarbeiten der Sächsischen Erzsuchgruppe begannen im September 1945 und wurden von dieser bis zum 16. März 1946 durchgeführt. Die Untersuchung wurde anschließend durch die, mit der Anordnung Nr. 720–294 des Ministerrates der UdSSR vom 4. April 1946, rückwirkend zum 1. April 1946, gebildete Sächsischen Gewinnungs- und Erkundungsgruppe (Саксонская Промышленно-Разведочная Партия) weitergeführt und ab August 1946 von Schneeberg aus auch auf den Bereich Oberschlema ausgedehnt.
Mit dem Ministerratsbeschluss Nr. 9372 vom 29. Juli 1946 wurde die Sächsische Gewinnungs- und Erkundungsgruppe in die Sächsischen Bergbauverwaltung des Ministeriums des Innern der UdSSR mit der Feldpostnummer 27304 der Roten Armee umbenannt. Nach der Entdeckung von sieben erzführenden Gängen im Untersuchungsgebiet Oberschlema wurde durch die Sächsische Bergbauverwaltung im Oktober das Objekt 02 gegründet. Der Sitz der Objektverwaltung befand sich im Kurhotel Schlema. Zum Objekt 02 gehörten die Lagerstättenteile Schneeberg, Oberschlema und Niederschlema.
Zum 1. April 1947 wurde die Lagerstätte Schneeberg aus dem Objekt 02 ausgegliedert und als Objekt 03 ein selbständiges Objekt.
Am 30. Mai 1947 wurden die Anlagen des Objektes 02 auf Grundlage des Befehls Nr. 113 der SMA Sachsen in sowjetisches Eigentum überführt. Nach Eintragung der Zweigniederlassung der Wismut AG in das Handelsregister in Aue am 2. Juli 1947, wurde das Objekt 02 direkt der Hauptverwaltung der Wismut unterstellt.
Nach Entdeckung neuer Uranvorkommen im Raum Niederschlema durch das Objekt 21 wurde zum Jahreswechsel 1948/49 das Objekt 09 gegründet. Das Objekt 09 übernahm daraufhin den Revierteil Niederschlema mit den Schächten 13, 13bis, 38, 66, 128, 170 und 186 vom Objekt 02.
Bis Ende 1948 waren alle Schächte des Objektes selbständige Einheiten. Im Jahr 1949 erfolgte eine erste Konzentration der Schachtanlagen, bei der mehrere Schächte zu Schachtfeldern zusammengefasst wurden. Es entstanden die Schachtfelder 4 (Schächte 4, 7, 14, 14bis und 88), 6 (Schächte 6, 16 und 280), 6bis (Schächte 6bis, 6c und 7bis), 12 (Schächte 12, 27, 35 und 127), 15 (Schächte 5, 5bis, 8, 15, 15bis und 256) und 64 (Schächte 64 und 259). Als eigenständige Schachtanlagen existierten noch die Schächte 63/63bis, 65 und 67. Die entstandenen Schachtfelder wurden in mehrere Reviere unterteilt. Nordwestrevier (Schachtfeld 12), Westrevier (Schachtfeld 67), Südrevier (Schachtfeld 65) und Zentralrevier (Schachtfelder 4, 6, 6bis, 15 und 64).
Neben diesen Revieren existierte noch das Revier 501, das hauptsächlich mit der Untersuchung und Verwertung alter Halden (Umkuttung) beschäftigt war. Ab dem Jahr 1951 wurde der Begriff Schachtfeld durch die Bezeichnung Schachtverwaltung ersetzt und das Bergbaurevier neu strukturiert. Es entstanden die Schachtverwaltungen 4 (Schächte 7, 14, 14bis und 309), 6 (Schächte 6, 6c, 16 und 280), 6bis (Schächte 6bis und 7bis), 12 (Schächte 12, 27, 127, 310 und 311), 15 (Schächte 5, 8, 15, 15bis und 256) und 64 (64 und 259) sowie die eigenständigen Schächte 65 und 67. Eine weitere Konzentration erfolgte im Jahr 1954 durch die Zusammenlegung der Schachtverwaltung 64 mit der Schachtverwaltung 6bis.
Die Schächte 309, 310 und 311 wurden ab 1955 verwaltungstechnisch dem Objekt 09 zugeordnet.
In den Jahren 1956/57 wurden verschiedene Schachtverwaltungen zusammengelegt. So wurden die Schachtverwaltungen 6 und 64 der Schachtverwaltung 4 zugeordnet sowie die Schachtverwaltung 15 der Schachtverwaltung 12. Im Jahr 1958 übernahm die Schachtverwaltung 12 die noch produzierenden Schächte der Schachtverwaltung 4.
Zum Objekt 02 gehörten neben den Schachtverwaltungen auch das Objekt 99 (Aufbereitungsbetrieb Blaufarbenwerk, 1957 stillgelegt), die Probezeche, die Zentralwerkstatt, eine Bohrabteilung sowie das chemisch/geophysikalische Labor.
Auf Anordnung der Generaldirektion der Wismut Nr. 149 vom 21. März 1958, wurde am 1. April 1958 das Objekt 02 aufgelöst und die Schachtverwaltung 12 als letzte produzierende Schachtverwaltung dem Objekt 09 zugeordnet.

## Bergbaubetrieb

### Ausrichtung, Vorrichtung und Abbau
Die Oberschlemaer Lagerstätte blieb lange unbeachtet, obwohl der Neustädtler Bergrat Schulze in einem Gutachten vom 18. Februar 1924 auf Funde von Pechblende, Zeunerit, Uranocker und Uranglimmer während der Auffahrungen im Bereich zwischen 13. und 15. Lichtloch des Marx-Semler-Stollns in den Jahren 1909 bis 1913 hingewiesen hatte. Nach einer Befahrung des Schneeberger Reviers am 1. August 1945 durch Friedrich Schumacher (Direktor des Geologischen Institutes der Bergakademie Freiberg), Bergdirektor Willy Rumscheidt und Oberst Professor Kreiter (Leiter der sowjetischen Geologenkommission), wurde durch Friedrich Schumacher und dem Physiker Carl Friedrich Gustav Aeckerlein (Leiter des Radiuminstitutes der Bergakademie Freiberg) am 8. Oktober 1945 ein Gutachten vorgestellt, welches eine Vorratsmenge von 10 t Uran für das Schneeberger Revier auswies.
Auf Befehl von Kapitän Regens, dem russischen Stadtkommandanten von Schneeberg, wurde im September 1945 der Abbau von BiCoNi-Erzen im Schneeberger Revier wieder aufgenommen. Die Arbeiten begannen mit einer Belegschaft von 93 Mann im Bereich der Gruben Weißer Hirsch (Schacht 3) und Ritterschacht (Schacht 9). Der Schacht der Grube Weißer Hirsch wurde dabei im Zeitraum zwischen November 1945 und Frühsommer 1946 bis zur 155-Lachter Strecke gesümpft und rekonstruiert.
Die ersten Untersuchungen auf Uran durch sowjetischen Geologen im Bereich des Marx-Semler-Stolln fanden Anfang 1946 über einige der zugängigen Lichtlöcher (1, 2, 6, 9, 13 und 15) statt. Die befahrbare Grubenbaulänge des Marx-Semler-Stolln betrug zu diesem Zeitpunkt 4250 m. Genaue Ergebnisse der Untersuchungen sind nicht bekannt. Es ist aber davon auszugehen, dass man in dem untersuchten Bereich nicht fündig wurde.
Im August 1946 wurde mit den ersten Bergarbeiten begonnen. Dabei wurden in der Ortslage Schlema Schürfgräben mit einer Tiefe von 2 bis 3 Metern und einer Länge von 50 Metern durch sowjetische Pioniere und deutsche Arbeitskräfte ausgehoben. Bei Feststellung von radioaktiven Anomalien wurden diese mit Probeschürfen untersucht. Im gleichen Zeitraum begannen auch die untertägigen Arbeiten. Über das Lichtloch 15 wurde die Untersuchung der schon 1913 bekannten Gänge (Riedel Flacher, Heinrich Flacher, Emanitions Flacher, Johannes Flacher, Radium Flacher, Gleesberg Flacher, Jung König David Flacher, Wolfgang Flacher, Marien Flacher, Gang 26b, Friedrich Flacher und St. Bartholomäus Flacher) aufgenommen.
Gleichzeitig wurde der noch teilweise befahrbare Gallusstolln am Hammerberg als +30-m-Sohle mit der Bezeichnung Schacht 4 untersucht und die dort anstehende Pechblende sofort abgebaut. Der weitere Aufschluss des Gallusstollns erfolgte über ein zweites Mundloch im Keller des Wohnhauses der Arztpraxis Enders in der Oberschlemaer Mühlenstraße.
Eine neue Bauwürdigkeitseinschätzung ergab für das als Schneeberg Ost bezeichnete Grubenfeld einen Vorrat von 710 t Uran. Noch im November/Dezember 1946 wurde mit dem Teufen der Schächte 5, 6, 7 und 14 begonnen. Die Arbeiten wurden überwiegend von Fremdunternehmen (z. B. die W. Wagner GmbH aus Essen) durchgeführt. Im Jahr 1946 wurden insgesamt 10 uranerzführende Gänge erschlossen und auf der +30-m-Sohle 9,7 t Uran abgebaut.
Da der Bereich des Radiumbades Schlema inzwischen im Sperrgebiet des Bergbaus lag, wurde der Kurbetrieb für auswärtige Gäste am 15. November 1946 nach einem russischen Befehl eingestellt, für Einheimische, Bergarbeiter und sowjetische Truppen aber weitergeführt.
Im August 1946 wurde der Schneeberger Bergbau der Sächsischen Bergbauverwaltung unterstellt. Der Abbau von BiCoNi-Erzen im Schneeberger Erzfeld wurde noch bis Oktober 1946 weitergeführt und nach der Förderung der letzten 123 Tonnen BiCoNi-Erz letztendlich eingestellt. Gleichzeitig begann die Aufwältigung der Schächte Siebenschlehen (Schacht 10), Neujahr (Schacht 11) und Beust (Schacht 24).
Im Jahr 1947 begann das Teufen der Schächte 8, 12, 13bis, 14bis, 16, 27 und 38, sowie die Aufwältigung des Schachtes 35. Die Schächte 5, 6 und 7 wurden in die Produktion überführt. Zusätzlich wurde der Bockslochstolln (Schacht 88) aufgewältigt und in Abbau genommen. Dabei übernahm das Objekt 11 alle Teuf- und Vorrichtungsarbeiten. Das Objekt 11 wurde im ersten Quartal 1947 gegründet und geht wahrscheinlich auf die Fa. Wagner zurück, die bisher diese Arbeiten ausführte. Ende 1947 wurde mit den ersten Schächten die −60-m-Sohle erreicht. Der Abbau bewegte sich auf den Sohlen +60-m, +30-m, Marx-Semler und −30-m und die Zahl der höffigen Erzgänge war auf 57 gestiegen. Im Jahr 1947 wurden 74 t Uran gefördert und die offene Grubenbaulänge erreichte zum Jahresende 30 km. Die Zahl der Beschäftigten war bis Jahresende auf 6000 gestiegen. Die Marx-Semler-Sohle war mit einer Erstreckung von 6,3 km² die größte Sohle des Objektes.
Zum 1. April 1947 wurde die Lagerstätte Schneeberg als eigenständiges Objekt 03 aus dem Objekt 02 ausgegliedert.
Im Jahr 1948 begann das Teufen der Schächte 5bis, 6bis, 63, 64, 65, 66, 67, 125 und 127 sowie der Vortrieb und die Aufwältigung der Schächte 170, 174 und 13, 63bis (Grüner Schild), 128 und 172.
Die Schächte 8, 12, 13bis, 14, 27, 35, 38, 67, 127, 128, 170, 172 und 174 wurden in die Produktion überführt. Die Sohlen +90-m und −60-m wurden in Abbau genommen.
Durch den fortschreitenden Abbau wurde die Sohle des Marx-Semler-Stollns teilweise zerstört und die Grubenwässer aus dem Schneeberger Revier (ca. 550 m³/h) verstürzten in die tiefergelegenen Grubenbaue, von denen es wieder über Pumpen auf das Niveau des Marx-Semler-Stollns gehoben werden musste. Um die Grubenwässer aus dem Schneeberger Revier fernzuhalten, wurde zwischen dem 15. und 16. Lichtloch des Marx-Semler-Stollns ein Dammtor eingebaut. Die sich dahinter aufstauenden Wässer wurden über eine Pumpenanlage in den Schlemabach abgeleitet bzw. in die Hochbehälter auf dem Gleesberg gepumpt, um dann als Brauchwasser von der Wismut genutzt zu werden.
Die von der Wismut eingerichteten Schutzzonen im Bereich der Quellen des Radiumbades auf dem Radium Flachen und dem Heinrich Flachen wurde aufgehoben und diese Gebiete mit in den Abbau einbezogen. Die Abbaue, z. B. auf dem Gang Falke, standen im Bereich des Kurhauses teilweise nur 5 m unter der Rasensohle. Das Objekt 02 behauptet mit 149,3 t Uran auch im Jahr 1948 den 1. Platz in der Förderstatistik der Wismut und beschäftigte etwa 9.000 Personen.
Im Jahr 1949 begann die Teufe der Schächte 7bis, 27a, 186, 256, 259 sowie 280. Zwischen der −120-m-Sohle zur −180-m-Sohle begannen die Teufarbeiten an den Blindschächten 271, 272, 273 und 274. Am Jahresanfang 1949 wurden dem in Niederschlema-Alberoda neu gebildeten Objekt 09 die Schächte 38, 66 und 186 sowie in der Jahresmitte die Schächte 13, 13bis 128 und 170 angegliedert. Das 50 m tiefe Heinrichgesenk auf dem Heinrich Flachen, wurde als Schacht 6c von der Marx-Semler-Sohle zur Erdoberfläche durchgeschlagen und weiter bis auf die −360-m-Sohle geteuft. Die Schächte 5bis, 6bis, 14bis, 16, 63, 63bis, 64 und 65 wurden in die Produktion überführt sowie die Sohlen −90 und −120 in Abbau genommen. Vor allem auf der Marx-Semler-Sohle wurden die Vorrichtung und der Abbau vorangetrieben. Auf der −180-m-Sohle begann die Ausrichtung über die Schächte 5, 6, 7, 8 und 14. Die Jahresproduktion betrug 417,6 t Uran. Der intensive Abbau unter dem Ortskern von Oberschlema führt zu ersten unregelmäßigen Absenkungen an der Oberfläche.
Im Jahr 1950 begann die Teufe des Blindschachtes 338 von der −180-m-Sohle zur −300-m-Sohle und des Blindschachtes 339 von der −180-m-Sohle zur –420-m-Sohle. Außerhalb der eigentlichen Lagerstätte wurde mit dem Teufen der Schächte 309, 310 und 311 begonnen.
Der Schacht 311 erhielt als erster Schacht innerhalb des Objektes 02 ein Stahlfördergerüst und die Schächte 6c, 7bis und 256 sowie die Blindschächte 271, 272, 273 und 274 wurden in die Produktion überführt. Der Abbau erreichte die Sohlen −150-m und −180-m und im Nordwestfeld begann der Abbau auf der +30-m-Sohle und der Marx-Semler-Sohle. Der Abbau auf der +90-m-Sohle wurde eingestellt. Über den Schacht 6c begann die Ausrichtung auf der −210-m-Sohle. Ebenso begann die Ausrichtung auf der −240-m-Sohle über die Schächte 5, 6, 7, 8, 14, 16, 27, 64 und 127 sowie auf der −300-m-Sohle über die Schächte 14bis, 16 und 127. Die zur Erkundung dienenden Schächte 63, 63bis, 172 und 174 wurden wegen Ausbleibens von abbauwürdigen Vorräten abgeschrieben. Mit dem fortschreitenden Abbau verstärkt sich auch die Absenkung an der Oberfläche. Die Senkung betrug 22 cm im Jahr. Durch den oberflächennahen Abbau kam es immer wieder zu Durchschüssen nach über Tage. Das Objekt 02 erreichte mit 619 t Uran etwa 50 Prozent der Gesamtförderung der Wismut.
Im Jahr 1951 gingen der Wetterschacht 125 sowie der Blindschacht 338 in Betrieb und der Abbau auf den Sohlen −210-m und −240-m begann. Die −240-m-Sohle hatte eine Erstreckung von 3,1 km² und wurde zur Hauptfördersohle ausgebaut, da die kleinen Fördermaschinen (TM 23) der meisten Schächte nur bis zu einer Teufe von 300 m geeignet waren. Im Nordwestfeld begann der Abbau auf den Sohlen −30-m und −60-m. In diesem Jahr begann auch der Abzug von Versatzmassen aus den schon abgebauten Blöcken, um auch die in den ersten Jahren aus Mangel an Verarbeitungskapazitäten mit versetzten Armerzen zu gewinnen. Die leergezogenen Abbaublöcke wurden nicht wieder versetzt, was gravierende Auswirkungen auf die Standsicherheit des Grubengebäudes hatte und zur weiteren Absenkung der Erdoberfläche sowie Tagesbrüchen führte. Die Produktion erreichte im Jahr 1951 756,3 t Uran. Infolge von Durchschüssen aus den oberflächennahen Abbauen zur Erdoberfläche, ergießt sich der Schlemabach immer wieder in das Grubengebäude. Um dies zu verhindern, wurden 400 m des Schlemabaches in Holzflutern geführt. Die Bodensenkung erreichte im Jahr 1951 bis zu 36 cm und führte teilweise zu schweren Gebäudeschäden. Infolge der Bergbauschäden wurde am 22. November 1951 mit der Aussiedelung der Bewohner Oberschlemas begonnen.
Im Jahr 1952 begann die Teufe des Schachtes 15bis. Ebenso begonnen wurde die Teufe des Blindschachtes 27bis von der −180-m-Sohle zur −585-m-Sohle, des Blindschachtes 359 von der −240-m-Sohle zur −300-m-Sohle und des Blindschachtes 5 I von der −240-m-Sohle zur −360-m-Sohle. Die Schächte 15bis, 259 und 309 sowie der Blindschacht 339 gingen in Betrieb. Der Abbau erreichte die Sohlen –270-m, −300-m und −330-m. Im Nordwestfeld begann der Abbau auf der −90-m-Sohle und der −120-m-Sohle. Auf der −330-m-Sohle begann die Ausrichtung über den Blindschacht 5 I und auf der −360-m-Sohle über die Schächte 6c, 14bis, 16, 127, 256 sowie den Blindschacht 339. Zur Erweiterung der Vorratsbasis übernahm das Objekt 09 Teile des Grubenfeldes des Schachtes 64. Mit einer Förderung von 864,8 t Uran lag das Objekt 02 weiterhin an der Spitze der Förderstatistik der Wismut, auch wenn der Anteil an der Gesamtförderung auf 36 Prozent gefallen war. Am Jahresende waren 16.052 Arbeitskräfte im Objekt beschäftigt. Am 17. Oktober begann der planmäßige Abriss des Ortskernes von Oberschlema. Auch auf der Reichsbahnstrecke nach Schneeberg wurde nach der Senkung des Gleisbettes um einen Meter ab dem 7. April der Personenverkehr und ab dem 1. August 1952 auch der Güterverkehr eingestellt. Die Bodensenkung erreichte im Jahr 1952 bis zu 67 cm. Um die ständigen Einbrüche des Schlemabaches in die Grubenbaue zu verhindern, forderte die Wismut von der Gemeinde eine Verlegung des Baches. Die Arbeiten dazu begannen im November 1952.
Im Jahr 1953 wurde durch das Teufen der Blindschächte 5 III, 64 II, IV und 27 V von der −240-m-Sohle der Aufschluss der tieferen Sohlen vorangetrieben. Die Blindschächte 5 III und 64 II reichten bis zur −420-m-Sohle, der Blindschacht IV bis zur −480-m-Sohle und der Blindschacht 27 V bis zur −540-m-Sohle. Die Schächte 280 und 311 sowie die Blindschächte 5 I und 359 gingen in Betrieb. Während die Sohlen −360-m und −390-m in den Abbau über gingen, begann über den Blindschacht 339 die Vorrichtung der −390-m-Sohle und über den Schacht 280 sowie den Blindschacht 339 die Vorrichtung der −420-m-Sohle. Der Schacht 12 wurde abgeschrieben und im Nordwestfeld begann der Abbau auf der −150-m-Sohle. Im Jahr 1953 erreichte die Erzgewinnung 974,1 t Uran und die Bodenabsenkung an der Erdoberfläche bis zu 49 cm.
Im Jahr 1954 begann das Teufen der Blindschächte 125bis, 4 und 6 von der −180-m-Sohle. Der Wetterblindschacht 125bis erreichte die −240-m-Sohle und die Blindschächte 4 und 6 die −360-m-Sohle. Der Blindschacht 9 wurde von der −240-m-Sohle zur –360-m-Sohle geteuft. Der Schacht 310, sowie die Blindschächte 125bis, 5 III, 64 II, IV und 9 gingen in Betrieb. Die Sohlen −420-m und −450-m gingen in Betrieb. Die Vorrichtung der −450-m-Sohle begann über die Schächte 280 sowie 310 und die Vorrichtung der −480-m-Sohle über die Blindschächte 27bis, IV sowie 27 V. Nach dem begonnenen Abbruch des Ortskernes von Oberschlema wurde der Abbau auch auf den schon stillgelegten Gängen wieder aufgenommen und reichte teilweise bis zur Erdoberfläche. Im Nordwestfeld erreichte der Abbau die −180-m-Sohle. Bedingt durch das Auskeilen der produktiven Schichten, endet dieser Lagerstättenteil in dieser Teufe. Ein Abbau fand unterhalb dieser Sohle nicht mehr statt und auch der Abbau auf der −150-m-Sohle wurde eingestellt. Die Schächte 14 und 14bis gingen wegen totaler Deformation der Schachtröhre außer Betrieb und die Schächte 310 und 311 übernahmen ihre Aufgaben. Die Bodenabsenkung erreichte in diesem Jahr bis zu 93 cm. Mit einer Produktion von 987,6 t Uran wurde der Höchststand in der Förderung des Objektes 02 erreicht.
Im Jahr 1955 gingen die Blindschächte 27bis, 27 V, 4 und 6 in Betrieb. Der Abbau auf der −480-m-Sohle wurde aufgenommen. Die Sohle hatte nur noch eine Erstreckung von 0,6 km². Die Vorrichtung der −510-m-Sohle wurde über den Blindschacht 27bis und die Vorrichtung der Sohle −540-m über die Blindschächte 27bis und 27 V begonnen. Der Abbau auf der +60-m-Sohle wurde eingestellt. Im Nordwestfeld wurde der Abbau auf der +30-m-Sohle eingestellt. Der Schacht 256 musste wegen totaler Deformation der Schachtröhre aufgegeben werden. Die Bodensenkung erreichte in diesem Jahr den Rekordwert von bis zu 113 cm. Die Uranproduktion zeigte mit 982,3 t eine rückläufige Tendenz.
Im Jahr 1956 begann das Teufen der Wetterblindschächte W I von der −360-m-Sohle zur –540-m-Sohle und W III von der −480-m-Sohle zur −540-m-Sohle. Der Schacht W III ging noch im selben Jahr in Betrieb. Der Abbau erreichte die −510-m-Sohle und über den Blindschacht 27bis begann die Vorrichtung der −585-m-Sohle. Die Schächte 15bis, 16 und der Blindschacht 6 wurden wegen Einstellung des Abbaues abgeschrieben. Der Abbau im West-, Nordwest- und Südfeld wurde eingestellt. Die begrenzten Perspektiven zur Weiterführung des Objektes wurden zunehmend sichtbar. Die Bodenabsenkung betrug bis zu 101 cm. Stellenweise erreichten die größten Senkungsbeträge in der Summe 5 m. Die Gewinnung erreichte immer noch 939,9 t Uran.
Im Jahr 1957 ging der Wetterblindschacht W I in Betrieb. Der Abbau erreichte die −540-m-Sohle, während auf den Sohlen −180-m, −210-m und −450-m der Abbau eingestellt wurde. Die Schächte 6c, 8, und 65 sowie die Blindschächte 64 II und 5 III wurden wegen Einstellung des Abbaus abgeschrieben. Die Bodensenkung reduzierte sich auf Grund des stark rückläufigen Abbaues sehr stark und erreichte nur noch bis zu 42 cm. Mit einer Jahresproduktion von 678,4 t Uran erreichte das Objekt im Jahr 1957 nur noch 10 Prozent der Gesamtförderung der Wismut.
Im Jahr 1958 wurde das Objekt 02 auf Anordnung der Generaldirektion Wismut (Anordnung Nr. 149 vom 21. März 1958) mit Wirkung zum 1. April aufgelöst. Die noch produzierenden Schächte wurden zur Schachtverwaltung 12 zusammengefasst und an das Objekt 09 angegliedert. Auf der −585-m-Sohle wurde der Abbau aufgenommen. Die Schächte 5, 6bis und der Wetterblindschacht W III wurden abgeschrieben. Die Bodensenkung ging auf ca. 11 cm zurück. Die Förderung für das Jahr 1958 wird mit 370,2 t Uran ausgewiesen.
In der Lagerstätte Oberschlema wurden bis 1958 etwa 2020 km Aus- und Vorrichtungsgrubenbaue aufgefahren. Der entstandene Abbauhohlraum beträgt ca. 5,07 Mio. m³ und der Abzug von Versatzmassen aus den Abbaublöcken beläuft sich auf etwa 1,35 Mio. m³. Insgesamt wurden 7822 t Uran abgebaut. In den oberflächennahen Bereichen des Zentralreviers verblieben ca. 200 t Uran, die aufgrund der starken Verbrüche nicht mehr abgebaut werden konnten.
Das Objekt 09 führte die vom Objekt 02 begonnenen Abbauarbeiten weiter. Im Zuge von geologischen Erkundungsarbeiten gab es einen Zuwachs der Erzvorräte auf den Sohlen −510-m und −540-m. Die Sohlen −630-m und −675-m wurden von Niederschlema aus aufgefahren und die angetroffenen Vorräte abgebaut. Die Auffahrung der −720-m-Sohle durchörterte noch einmal den gesamten Lagerstättenkomplex von Oberschlema bis zum „Roten Kamm“. Bei dieser Auffahrung wurden aber keine bauwürdigen Gänge angetroffen, da die Lagerstätte hier endgültig durch den unterlagernden Granit abgeschnitten wird. Im Jahr 1959 wurden die Schächte 7, 15, 64, 67, 125 und der Blindschacht VI wegen Einstellung des Abbaus abgeschrieben.
Nach dem Fortschritt der abschließenden Abbau- und Raubarbeiten wurde im Jahr 1960 der Schacht 259 und im Jahr 1961 die Schächte 280 und 309 abgeschrieben.
Nach dem Umbau der Grubenwasserhaltung wurden die Schächte 6 (1964), 27 (1968) und 7bis (1970) abgeschrieben. Auch der als Wetterschacht für das Niederschlemaer Revier dienende Schacht 310 wurde im Jahr 1970 abgeschrieben.
Im Jahr 1968 wurde eine letzte Untersuchung auf bauwürdige Erze im Sicherheitspfeiler Blaufarbenwerk durchgeführt, die aber mit negativen Ergebnissen endete.
Um einen permanenten Zugang zu den Pumpen am Dammtor auf dem Marx-Semler-Stolln zu erreichen, wurde im Jahr 1980 der Schacht 15IIbis geteuft.

### Eingesetzte Fördertechnik
Als erste Schächte im Revier wurden die Lichtlöcher 13 (Schacht 13) und 15 (Schacht 15) des Marx-Semler-Stollns genutzt. Bedingt durch ihren lichten Querschnitt von 5,3 m² bzw. 3,8 m² war nur Förderung mit einem Kübel möglich. Zwischen beiden Lichtlöchern existierte bereits ein im Jahr 1909 verlegtes Gleis (wahrscheinlich 300 mm Spurweite). Die Kübelförderung am Schacht 13 wurde anfangs mit einer elektrischen Haspel betrieben. Mit dieser Haspel konnten 200 kg aus 40 m Teufe mit einer Geschwindigkeit von 1 m/s gefördert werden. Der Schacht 15 wurde schnell ausgebaut, da die Förderung noch über eine Handhaspel erfolgte. Nach dem Einbau einer Fördermaschine war der Schacht 15 der erste förderfähige Schacht.
Schon Ende 1946 wurden die ersten neuen Schächte, anfangs in reiner Handarbeit, geteuft. Die anfallende Masse wurde durch Bergleute über die einzelnen Schachtbühnen nach oben geschaufelt. Von einigen Ausnahmen (z. B. Schacht 14bis mit 14,8 m² Querschnitt) abgesehen, wurden die Schächte als Typenprojekte angelegt. Die neu geteuften Schächte 6, 7 und 5bis hatten einen lichten Querschnitt von 5,9 m², bei den Schächten 5, 8 und 16 war der lichte Querschnitt 7,5 m². Je nach Verwendungszweck variierten die Querschnitte ab 1948 zwischen 8,80 m² (Schächte 63, 64, 65, 259 und 7bis) oder 12,00 m² (Schächte 67 und 127). Bedingt durch die Holzfördertürme und die am Anfang eingesetzten Fördermaschinen vom Typ TM 23, betrug die Endteufe dieser Schächte maximal 300 m bei einer Höchstfördergeschwindigkeit von 5 m/s bei einem Hunt im Fördergestell.
Zum Einsatz bei der horizontalen Förderung kamen in den ersten Jahren Hunte in Form von Stirn- bzw. Seitenkippern. Diese Hunte hatten ein Volumen von 0,44 m³ und eine Spurweite von 600 mm. Die Streckenauffahrungen hatten bis zur −330-m-Sohle einen Querschnitt von 3,5 m² bis 5 m². Das Befüllen der Hunte und der Transport durch das Grubengebäude wurden in den ersten Jahren meist mit reiner Muskelkraft durchgeführt. Im Schacht 4 (Gallusstolln) wurden im Streckentransport auch Pferde eingesetzt. Als Zugmittel in dieser Zeit wurden wahrscheinlich schon vereinzelt Akkuloks vom Typ EGS Karlik eingesetzt, die ab 1947 von der Bleichert Transportanlagenfabrik der AG „Transmasch“ Leipzig gebaut wurden. Die Akkulok wog 2,2 Tonnen und verfügte über eine Anzugskraft von 2 kN bei einer Höchstgeschwindigkeit von 5,9 km/h.
Ab dem Jahr 1949 wurde das manuelle Befüllen der Hunte schrittweise durch den Einsatz der ersten Wurfschaufellader vom Typ PML 3 abgelöst. Wahrscheinlich auch ab 1949 wurden die ersten Akkuloks vom Typ Metallist aus dem BBA Aue eingesetzt. Diese Akkulok wog 2,9 Tonnen und verfügte über eine Anzugskraft von 2,1 kN bei einer Höchstgeschwindigkeit von 6 km/h. Sie war mit ihrer geringen Breite von 780 mm und einem befahrbaren Kurvenradius von 5 m bestens für kleine Streckenquerschnitte und enge Kurvenradien geeignet. Analog dazu wurden auch größere Hunte mit einem Volumen von 0,63 m³ eingesetzt, wodurch die Förderleistung rasant anstieg.
Mit der weiteren Erkundung der Lagerstätte und den daraus gewonnenen Erkenntnissen über deren Teufenerstreckung, wurden einige der Schächte weiter geteuft und mit neuen Fördermaschinen ausgestattet. So erhielten die Schächte 14bis, 16, 64 und 127 stärkere Fördermaschinen und die Schächte 14bis, 67 und 127 wurden mit 2 Trommelfördermaschinen ausgestattet.
In den Jahren 1949/50 wurde mit der Teufe von 5 neuen Großschächten begonnen, deren lichte Querschnitte zwischen 16 m² und 17 m² lagen. Trotz ihrer Größe wurden sie, wie alle anderen Schächte mit einem rechteckigen Querschnitt geteuft und einem Bolzenschrotausbau versehen. Die Schächte 309, 310 und 311 wurden dabei außerhalb des zentralen Lagerstättengebietes geteuft, wahrscheinlich um die neuen Schächte nicht durch die beginnende Deformation zu gefährden. Die Schächte 256, 280 und 310 verfügten über jeweils zwei Fördermaschinen und die Schächte 309 sowie 311 über drei Fördermaschinen.
Statt der bisher üblichen Holzfördertürme erhielten diese Schächte nun Stahlfördergerüst. Der Schacht 280 erhielt ein zweigeschossiges Vollwand-Doppelstrebgerüst. Der Schacht 310 wurde mit einem zweigeschossigen Vollwand-Doppelbockgerüst und zwei Koepe-Maschinen zur Förderung ausgestattet. Jeder dieser Schächte verfügte über Skipförderung und die Schächte 256, 280 sowie 311 zusätzlich über Gestellförderung.
Die im gleichen Zeitraum geteuften Blindschächte hatten einen lichten Querschnitt von 8,8 m² und waren für eine einetagige Gestellförderung mit einem Hunt ausgelegt. Die im Jahr 1953 mit einem lichten Querschnitt von 12 m² geteuften Blindschächte I, II und III förderten über Skipanlagen, während die Förderung über die ebenfalls im Jahr 1953 mit einem lichten Querschnitt von 13,5 m² geteuften Blindschächte IV und V mit je einer Fördermaschine und einetagiger Gestellförderung für einen Hunt erfolgte.
Mit der Einführung der neuen Lade- und Transporttechnik (z. B. Wurfschaufellader PM 17 bzw. PML 63 und der Akkulok Metallist) unter Tage wurden nun auch größere Profile in der Auffahrung der Strecken notwendig. Sie erreichten 1954 auf der −450-m-Sohle 7,5 m².

### Wetterführung

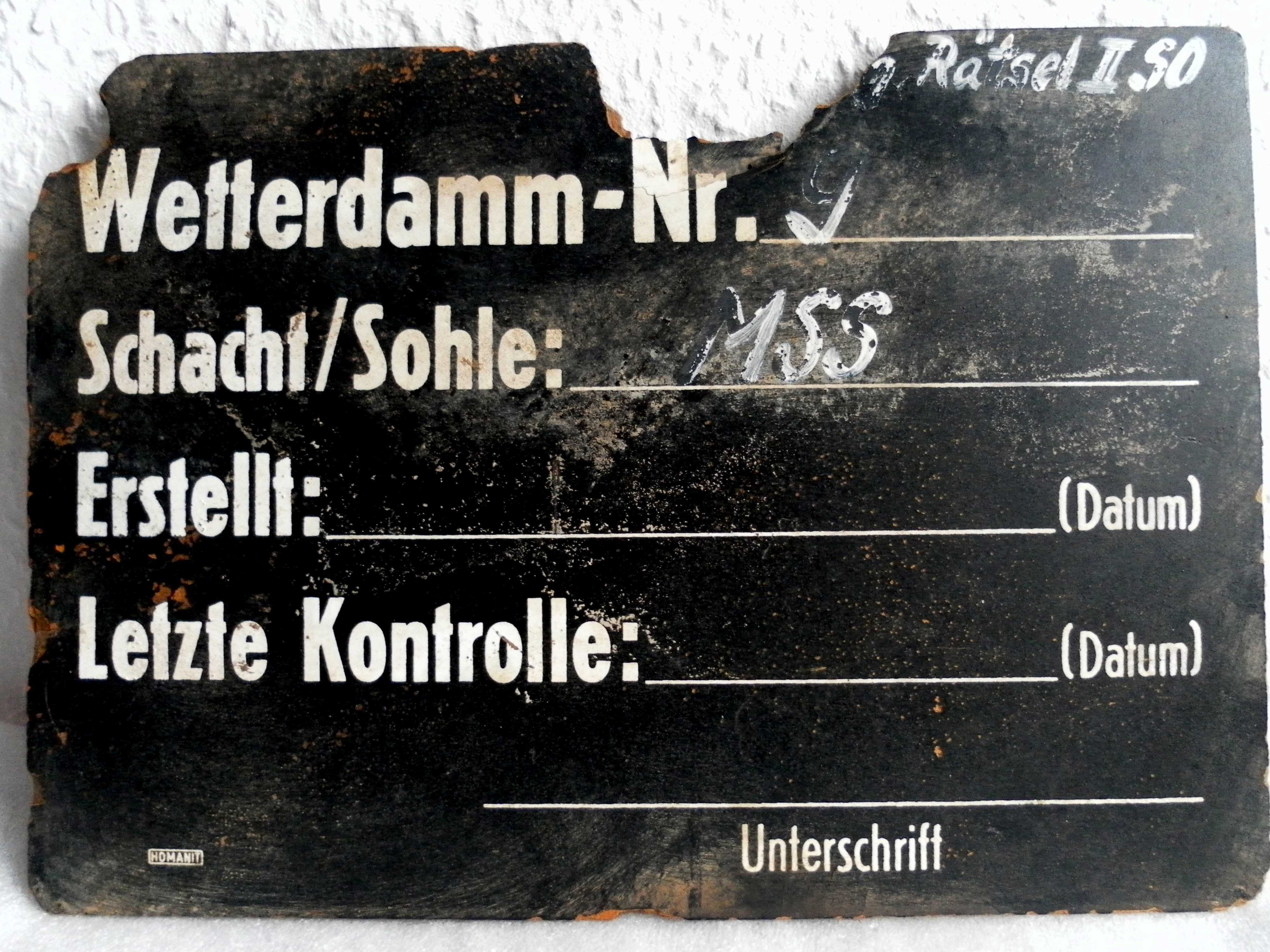
Wettertafel vom Wetterdamm-Nr. 9, Sohle: Marx-Semler-Stollnsohle, Gang: Rätsel II SO

Ziel der Bewetterung ist neben der Frischluftversorgung vor Ort auch die Abführung der im Grubenbetrieb entstehenden Stäube und Aerosole und im Uranbergbau die Minderung der Radonbelastung für die Bergleute. Bei der Bewetterung unterscheidet man zwischen Hauptwetterführung über stationären Hauptgrubenlüfter an den Schächten und Sonderbewetterung mit Hilfe von transportablen Lüftern zur Bewetterung der Auffahrungs- und Arbeitsorte.
In den Anfangsjahren des Uranbergbaus konnten die Grubenbaue kaum zielgerichtet bewettert werden. Genutzt wurde im Wesentlichen der natürliche Wetterstrom durch Temperaturunterschiede. Zur Bewetterung der Arbeitsorte nach dem Sprengen wurde die vorhandene Pressluft genutzt. Gesetzliche Grundlage zu dieser Zeit waren die Allgemeinen Bergpolizeivorschriften für das Land Sachsen vom 27. September 1929 und die sich daraus ergebenden Sicherheitsvorschriften für Wetterführung und Schlagwetter sowie Geleucht- und Lampenwirtschaft aus dem Jahr 1932.
Ab 1949 gab es erste Sicherheitsvorschriften durch die Wismut AG, in denen für jeden in der stärkstbelegten Schicht gleichzeitig beschäftigten Arbeiter, eine Frischwettermenge von 3 m3/min Frischwetter gefordert wurden. Diese Vorschrift galt auch für die eingesetzten Pferde, für die 6 m3/min gefordert wurden. Um diese Vorschriften zu erfüllen, wurde 1949 mit dem Aufbau eines Wetterdienstes begonnen. Zur Gewährleistung der Sonderbewetterung vor Ort wurde Lutten aus Pappe mit einem Durchmesser von 20 – 30 cm und blasenden Lüftern mit einer Leistung von 3 kW eingesetzt.
Die ersten gesetzlichen Vorschriften der DDR zur technischen Sicherheit und den Arbeitsschutz im Erzbergbau, in denen auch die Vorgaben für die Bewetterung geregelt waren, wurden am 30. Dezember 1952 erlassen. Ein generelles Umdenken zum notwendigen Aufbau eines zentralen Bewetterungssystems erfolgte aber erst nach dem Grubenbrand am 16. Juli 1955 im auf der −480-m-Sohle im Füllortbereich des Blindschachtes 208bis. Dabei fanden 33 Bergleute den Tod.
Der wahrscheinlich erste reine Wetterschacht im Objekt 02 war der Schacht 125, der ab 1948 geteuft wurde und einen Querschnitt von 5,1 m² hatte. An den Schacht 125 angeschlossen waren die Sohlen +60-m, +30-m, Marx-Semler, −30-m, −60-m, −90-m, −120-m, −150-m und −180-m. Die −180-m-Sohle wurde erst im Jahr 1951 erreicht. Der im Jahr 1949 geteufte Schacht 27a, der auf der +60-m-Sohle vom Schacht 27 abzweigte, wurde offensichtlich auch als Wetterschacht genutzt.
Im Jahr 1954 wurde, beginnend von der −180-m-Sohle über die −210-m-Sohle bis zur −240-m-Sohle, der Wetterschacht 125bis geteuft. Nach dem Grubenbrand vom 16. Juli 1955 wurden im Jahr 1956 die Wetterschächte W I und W III geteuft. Der Wetterschacht W I mit einem Querschnitt von 12 m² befand sich im Ostteil des Grubenreviers und wurde beginnend von der −360-m-Sohle bis zur −540-m-Sohle geteuft. An den Schacht angeschlossen waren die Sohlen −390-m, −420-m, −450-m, −480-m und −510-m. Der Wetterschacht W III mit einem Querschnitt von 6,4 m² verband die Sohlen −480-m, −510-m und −540-m.
Der zwischen 1948 und 1951 geteufte Schacht 125 ging wegen totaler Deformation der Schachtröhre schon 1958/59 außer Betrieb und wurde 1959 verfüllt. Der Schacht 309, der auch als Abwetterschacht für die −630-m-Sohle diente, wurde im Jahr 1961 abgeworfen. Der zwischen 1950 und 1954 als Förderschacht geteufte Schacht 310 wurde von 1955 bis 1969 als Wetterschacht genutzt.
Unmittelbar nach Beendigung der Bergarbeiten wurden alle Grubenbaue, die sich unterhalb der Marx-Semler-Sohle befanden und in die Lagerstätte Niederschlema-Alberoda durchschlägig waren, durch Abmauerung der Strecken und Abdichtung mit einer Bitumenemulsion hermetisiert. Eine Bewetterung dieser Grubenbereiche musste somit nicht mehr erfolgen.

### Wasserhaltung
Mit Beginn der Bergarbeiten musste man sich auch dem Problem der Wasserlösung stellen. Der Marx-Semler-Stolln, über den ca. 550 m3/h Grubenwässer aus dem Schneeberger Revier gelöst wurden und der gleichzeitig das Schlemaer Revier entwässerte, wurde in der Anfangszeit auch als Hauptgrubenbau für sämtliche Transporte genutzt und entsprechend mit Elektro- und Pressluftleitungen ausgebaut. Immer wieder kam es durch Störungen beim Transport (z. B. umgestürzte Massehunte) zu Einschränkungen bei der Wasserlösung. Zusätzlich wurden auch die anfallenden Wässer der im Jahr 1947 aufgefahrenen Sohlen −30-m und −60-m auf das Niveau Marx-Semler-Stolln gehoben, so dass dieser schon bald seine Kapazitätsgrenze erreicht hatte. Um den Marx-Semler-Stolln zu entlasten, wurde im Jahr 1947 zwischen den Lichtlöchern 15 und 16 ein Dammtor in den Stolln eingebaut, der das Grubenwasser aus dem Schneeberger Revier von den Grubenbauen des Objektes 02 fernhalten sollte. Die sich hinter dem Damm aufstauenden Wässer wurden über eine untertägige Pumpenanlage nach über Tage in den Schlemabach gepumpt und dort abgeleitet. Die auf der Marx-Semler-Stollnsohle installiert Pumpstation war in der Lage, 1950 m3/h Wasser zu heben. Durch die Eigenständigkeit der 22 Schächte bis Ende des Jahres 1948, erfolgte auch die Wasserhaltung in Eigenregie. Erst mit der Konzentration der Schachtanlagen im Jahr 1949 und der Auffahrung der −240-m-Sohle als Hauptfördersohle im Jahr 1950, wurden die ersten Hauptwasserhaltungen am Schacht 6 und Schacht 27 aufgebaut. Die Pumpstation am Schacht 6 war in der Lage, 750 m3/h über den Schacht 7bis in den Fluter des Schlemabaches zu pumpen. Der normale Wasseranfall betrug hier ca. 210 m3/h. Dazu gehörten auch die auf der −120-m-Sohle vom Schacht 65 anfallenden Grubenwässer, die erst auf die −240-m-Sohle verfielen, weiter zum Schacht 6 flossen und dann über die dortige Pumpstation gehoben wurden. Die Pumpstation am Schacht 27 hatte eine Leistung von 501 m3/h Wasser. Der Zufluss von Grubenwässern betrug etwa 190 m3/h. Das Wasser wurde nach über Tage in den Holzfluter des Silberbaches gepumpt und dort abgeleitet. Über diese Pumpstation wurden auch die auf der −120-m-Sohle anfallenden Wässer des Schachtes 67 und die auf der −240-m-Sohle anfallenden Wässer des Schachtes 259 gelöst.
Mit der Auffahrung der −360-m-Sohle im Jahr 1952 wurde auch am Schacht 16 eine Pumpstation mit einer Leistung von 468 m3/h errichtet, um die anfallenden Wässer zur Pumpstation am Schacht 6 auf der −240-m-Sohle zu heben. Der normale Wasseranfall betrug hier etwa 70 m3/h.
Mit der Auffahrung der −420-m-Sohle im Jahr 1952 wurde am Schacht 280 ebenfalls eine Pumpstation mit unbekannter Leistung errichtet. Der Wasseranfall betrug hier ca. 44 m3/h.
Im Jahr 1954 begann die Auffahrung der −480-m-Sohle. Am Blindschacht 27bis wurde daraufhin eine Pumpstation mit einer Leistung von 377 m3/h installiert. Damit wurde die 1952 am Schacht 280 errichtete Pumpstation überflüssig und die anfallenden Grubenwässer zur Pumpstation am Schacht 27auf die −240-m-Sohle gehoben.
Mit der Auffahrung der −540-m-Sohle im Jahr 1955 und der −585-m-Sohle im Jahr 1956 wurden am Schacht 27bis zwei Pumpstationen mit einer Leistung von jeweils 120 m3/h installiert, die anfallende Grubenwässer zur Pumpstation am Schacht 27 auf die −240-m-Sohle hoben.
Die Grubenwässer des Schachtes 127 fielen über den Blindschacht 339 von der −360-m-Sohle auf die −420-m-Sohle und von hier aus weiter über den Blindschacht 280bis auf die −540-m-Sohle. Von dort aus wurden die Grubenwässer mit der Pumpstation am Schacht 38bis auf die −240-m-Sohle zur Pumpstation am Schacht 38 gehoben und von dort nach über Tage in den Schlemabach gepumpt.
Mit der planmäßigen Einstellung des Bergbaues im Revier Oberschlema bis zum Jahr 1961 wurde es notwendig, die gesamte Wasserhaltung neu zu strukturieren. So wurde im 3. Quartal 1960, nach der Inbetriebnahme der neuen Hauptwasserhaltung auf der –546-m-Sohle, am Schacht 38 damit begonnen, die vorhandenen Pumpstationen schrittweise stillzulegen und abzubauen. Um den ungestörten Zulauf der Grubenwässer zum Schacht 38 zu gewährleisten, wurden in den Schächten Fallleitungen installiert und auf den Zuleitungsstrecken für die Grubenwässer extra Wasserkanäle angelegt. Die Pumpstation am Schacht 6 wurde wahrscheinlich im Jahr 1964 und die Pumpstation am Schacht 27 im Jahr 1968 abgeschaltet. Der Schacht 7bis wurde noch bis zum Jahr 1970 zur Kontrolle der Hauptwasserleitung zum Schacht 38 genutzt. Die Leistung der Pumpstation am Schacht 15bis wurde, höchstwahrscheinlich im Jahr 1959, auf 5860 m3/h erweitert. Um einen ständigen Zugang zu dieser Pumpstation zu haben, wurde im Jahr 1980 als Ersatz für den im Jahr 1959 verfüllten Schacht 15bis der Schacht 15IIbis geteuft. Bis dahin war der Zugang nur über den Rohrschacht an der Pumpenstation möglich.
Nach der Sanierung des Marx-Semler-Stollns wurde im Jahr 2010 das im Jahr 1947 errichtete Dammtor geöffnet. Da der Marx-Semler-Stolln durch die anhaltende Bodenbewegung im Deformationsgebiet für eine dauerhafte Wasserlösung nicht mehr geeignet war, begann im Juli 2011 die Auffahrung eines Stollnumbruchs („Südumbruch“) südlich des Deformationsgebietes durch die Wismut GmbH. Der Umbruch beginnt am Lichtloch 14 und mündet im Bereich des König-David-Schachtes in die bereits vorhandene Umfahrung des Marx-Semler-Stollns aus dem Jahr 1822.

### Haldenwirtschaft
Zu Beginn der Bergarbeiten wurden die bei Vortrieb, Ausrichtung und Abbau anfallende Bergemassen unmittelbar an den jeweiligen Schächten auf die Flächen zwischen den Häusern von Oberschlema abgekippt. Die so zur Verfügung stehenden Flächen waren aber schnell erschöpft und so war man gezwungen, die Bergemassen mit LKW abzutransportieren. Dieses Problem war schon Anfang 1947 so akut geworden, dass sich der erste Generaldirektor der Wismut AG, Michail Mitrofanowitsch Malzew, persönlich damit beschäftigte. Es wurde das Projekt für die Errichtung einer Seilbahn geprüft, um die Bergemassen am Gleesberg oder am Hammerberg zu verkippen. Dieses Projekt scheiterte aber an den zu steilen Böschungswinkeln beider Berghänge. Alternativ dazu sollte das Silberbachtal zugeschüttet werden, aber auch dieses Vorhaben wurde, sicherlich in Unkenntnis der Lagerstättengröße und der damit noch zu erwartenden Bergemassen, ohne wirklich bekannten Grund verworfen.
Zu diesem Zeitpunkt betrug die tägliche Förderung ca. 1000 m³ Bergemassen. Im weiteren Verlauf der Bergarbeiten begann man, die über die im Ort befindlichen Schächte anfallenden Bergemassen, mittels errichteten Förderbrücken an den Rand von Oberschlema zu bringen. So wurden bereits im Jahr 1947 die Bergemassen des Schachtes 15 über eine Förderbrücke zur Halde des Schachtes 5 transportiert. Die Schächte 6, 6bis, 6c, 7 und 7bis förderten über eine gemeinsame Förderbrücke auf eine Halde, die sich oberhalb der heutigen Markus-Semmler-Straße befand. Teile dieser Halde dienten als Damm für den Schlammteich der Uranaufbereitung des Objektes 99. Die Schächte 14 und 14bis förderten ab 1948 über eine Terrakonik auf die Hammerberghalde. Der Schacht 65 förderte seine Bergemassen auf eine Halde, die sich oberhalb der heutigen Marktpassage befand. Diese Maßnahmen reichten aber nicht aus, um die anfallenden Bergemassen aus dem Ort zu bringen. Zwischenzeitlich hatte man an der Ziegenschleppe zwischen Schneeberg und Oberschlema mit der Aufschüttung einer Halde begonnen. Die Bergemassen wurden über eine dampflokbetriebene Feldbahn bzw. mittels Grubenloks zur Halde transportiert. Eine weitere Halde entstand auf dem Konzertplatz des Kurparks.
Ab Ende des Jahres 1949 begann man mit dem Aufbau einer mittels Dampflok betriebenen Haldenbahn (900 mm). Die teilweise doppelgleisige Haldenbahn erreichte eine Länge von 8 km. Der Betriebshof befand sich zwischen den Schächten 256 und 280. Die Haldenbahn fuhr von den Schächten 5/15bis über den Schacht 256 weiter ins Silberbachtal zu den Schächten 16, 27 und 127. Von dort führte die Strecke entlang des Hammerberges und den Hochbunkern der Schächte 280 und 8/14/14bis. Verkippt wurden die Bergemassen entlang des Hammerberges bis zum Schafberg auf Niederschlemaer Flur. Die Hammerberghalde zieht sich über eine Strecke von 1,5 km am Hammerberg als Hangschüttung hin. Am Schafberg wurde sie im Bereich des Schachtes 382 als Flach- und Tafelhalde aufgeschüttet. An den etwas außerhalb Oberschlemas liegenden Schächten 12, 63, 63bis, 64, 67 und 127 wurden die Bergemassen über Terrakonikanlagen zu Spitzkegelhalden aufgeschüttet. Auch an den in den 1950er-Jahren geteuften Schächte 259, 309, 310 und 311 wurden die Bergemassen über Terrakonikanlagen zu Spitzkegelhalden aufgeschüttet.
Die an der Ziegenschleppe entstandene Halde wurde schon 1950 wieder abgetragen und mit der Haldenbahn zur Hammerberghalde verbracht. Nach der Einstellung der Bergarbeiten wurden die Halden in den 1960er-Jahren erstmals saniert. Die Halden im ehemaligen Ortskern wurden gemeinsam mit den noch vorhandenen Gebäuderesten planiert. Die Hammerberghalde wurde nach 1962 mit Schwemmsand abgedeckt und mit Kiefern bepflanzt. Die Halde des Schachtes 65 wurde in den Jahren 1963/64 abgeflacht und bepflanzt. Die im Deformationsgebiet auftretenden Tagesbrüche wurden mit vorhandenem Haldenmaterial aufgefüllt. Das Material der Halde des Schachtes 6 wurde für die Abdeckung des Schlammabsetzbeckens der Aufbereitung verwendet. Anschließend wurde der restliche Haldenbereich abgeflacht und aufgeforstet. Ab Mitte der 1960er-Jahre wurde Haldenmaterial zu Schotter verarbeitet und innerhalb der DDR verkauft (z. B. zum Bau des Rostocker Überseehafens). Dafür wurde die Halde des Schachtes 65 abgetragen. Ab 1975 wurden auch das Haldenmaterial der Schächte 127 und 311 in einer Brecheranlage am Schacht 127 zu Schotter verarbeitet.
Nach 1990 wurde das Deformationsgebiet mit einer bis zu 10 m mächtigen Schicht aus Haldenmaterial überdeckt und darauf der neue Kurpark errichtet. Im Zuge der Sanierungsarbeiten der WISMUT GmbH wurden bis heute fast alle Halden saniert. Die Metallgehalte der aus den Halden austretenden Sickerwässer liegen, von Arsen abgesehen, unter den derzeit gültigen gesetzlichen Grenzwerten. Da der Grenzwert für Arsen nur teilweise und geringfügig überschritten wird, besteht derzeit keine Notwendigkeit einer zusätzlichen Wasserbehandlung.

### Bergschäden
Durch den teilweise rücksichtslosen und oberflächennahen Abbau kam es in einigen Gebieten zu teils schweren Gebäudeschäden durch die eintretenden Bodensenkungen.
Auf Anweisung des Ministerpräsidenten der DDR, Otto Grotewohl, vom 10. September 1951 wurde ein „Sonderkommissariat zur Regelung der Siedlungsfragen in den sächsischen Erzbergbaugebieten“ gegründet. Ziel war die Umsiedlung der Bevölkerung aus den Bodensenkungsgebieten. Die rechtliche Grundlage dazu bildete die „Verordnung zur Ausführung des Allgemeinen Berggesetzes“ des Königreiches Sachsen vom 31. August 1910. Die Umsiedlung der Bevölkerung von Oberschlema begann am 22. November 1951. Betroffen waren insgesamt 203 Häuser mit 1711 Einwohnern. Zusätzlich betraf die Umsiedelung auch 58 Betriebe und 19 öffentliche Einrichtungen. Zu diesem Zeitpunkt hatte die Bodensenkung stellenweise schon 68 cm erreicht.
Der Abbruch des Ortskernes von Oberschlema begann sofort nach Abschluss der Umsiedlung am 20. Mai 1952. Die Wismut hatte schon im April 1952 ohne Genehmigung damit begonnen, 14 in ihrem Besitz befindliche Häuser abzureißen. Die planmäßigen Abrissarbeiten begannen erst am 17. Oktober 1952. Da die Gemeinde mit dieser Aufgabe überfordert war, übertrug sie die Arbeiten dem VEB Bergungsbetrieb Berlin. Der Abbruch der Häuser erfolgte mit dem Ziel der vollständigen Wiederverwendung der geborgenen Baumaterialien. Auch Gas- und Wasserrohre, Stromleitungen sowie der Pflasterbelag der Straßen wurde, wenn möglich, einer Wiederverwendung zugeführt. Selbst Bäume und Sträucher wurden im Frühjahr 1953 geborgen. Ab Ende 1954 übernahm der VEB Baubetrieb Chemnitz die weiteren Abbrucharbeiten. Der Abriss der Häuser in der Gemeinde Oberschlema wurde im Frühjahr 1958 abgeschlossen.
Neben der Bodenabsenkung waren die Durchschüsse zur Erdoberfläche und die Tagebrüche ein weiteres durch den Bergbau verursachtes Problem. Immer wieder ergossen sich der Schlemabach und auch der Silberbach über diese Öffnungen in das Grubengebäude. Schon im Jahr 1951 wurden 400 m des Schlemabaches und der gesamte Unterlauf des Silberbaches in Holzflutern geführt, um so die unkontrollierten Wassereintritte zu verhindern. Der im südlichen Bereich verlaufende Floßgraben wurde immer wieder von herabrollenden Haldenmassen verschüttet. Die dadurch überlaufenden Wässer drangen ebenfalls in die Grubenbaue ein.
Der Floßgraben diente der Erzaufbereitung sporadisch als Brauchwasserspender und für die Einleitung der bei der Aufbereitung anfallenden Abwässer. Bei einem Unwetter am 31. August 1951 lief der Floßgraben über, drang in die Grubenbaue ein und überflutete auch den Oberschlemaer Bahnhof. Wie schon beim Dammbruch des Absetzbeckens der Aufbereitung im Jahr 1948 gelangte auch am 31. August 1951 radioaktiver Schlamm in den Floßgraben und auf die überfluteten Flächen.
Um weitere Wassereinbrüche in die Grubenbaue zu verhindern, begann die Gemeinde auf Forderung der Wismut im November 1952 mit der Umlegung des Schlemabaches. Auf einer Länge von 3 km zwischen dem „Brückenhof“ (heute Kobaltstraße 27) in Schneeberg und dem Lichtloch 13 in Niederschlema wurde ein neues Bachbett gebaut, das den Schlemabach um das Bergbaugebiet herumführte. Zum Jahresende 1953 waren die Arbeiten abgeschlossen. Das Wasser aus dem Floßgraben wurde in diesem Zuge mit in den neuen Bachlauf des Schlemabaches geleitet.
Auch der Silberbach wurde in den Jahren 1954/55 in ein Betonkorsett gefasst und der Bachunterlauf im Bereich des Schachtes 280 verlegt.
Nach dem Abbruch des Ortskernes wurden in den Jahren 1954/55 im Senkungsbereich die Holzfluter zur Führung des Schlemabaches auf die Friedensstraße verlegt, um so eine weitere Absenkung des Baches zu verhindern. Nach Abschluss der Bergarbeiten wurde der Schlemabach im Bereich des Blaufarbenwerkes letztendlich in ein Betonkorsett gefasst.
Obwohl nach dem Einstellen des Bergbaues die Bodenabsenkung sehr schnell ausklang, nahm die Zahl der Tagebrüche zu. Aus Sicherheitsgründen wurde das 23,4 Hektar große Deformationsgebiet 1959 komplett mit Stacheldraht und Schlagbäumen abgesperrt.
Die größte Absenkung liegt am Nordrand des heutigen Kurparkes bei 50° 36′ 11,5″ N, 12° 39′ 40,9″ O und betrug 6 m.